# Héctor Veira
Héctor Rodolfo Veira (Buenos Aires, 29 de maio de 1946) é um ex-futebolista e técnico de futebol argentino. É bastante ligado ao San Lorenzo, onde destacou-se e foi campeão como jogador e técnico, tendo sido eleito inclusive o maior ídolo dos cem anos da instituição, quando esta celebrou em 2008 o seu centenário, a despeito de ironicamente ser torcedor do arquirrival desta equipe, o Huracán (onde também chegou a jogar).[carece de fontes?]

## Carreira como jogador

### Em clubes

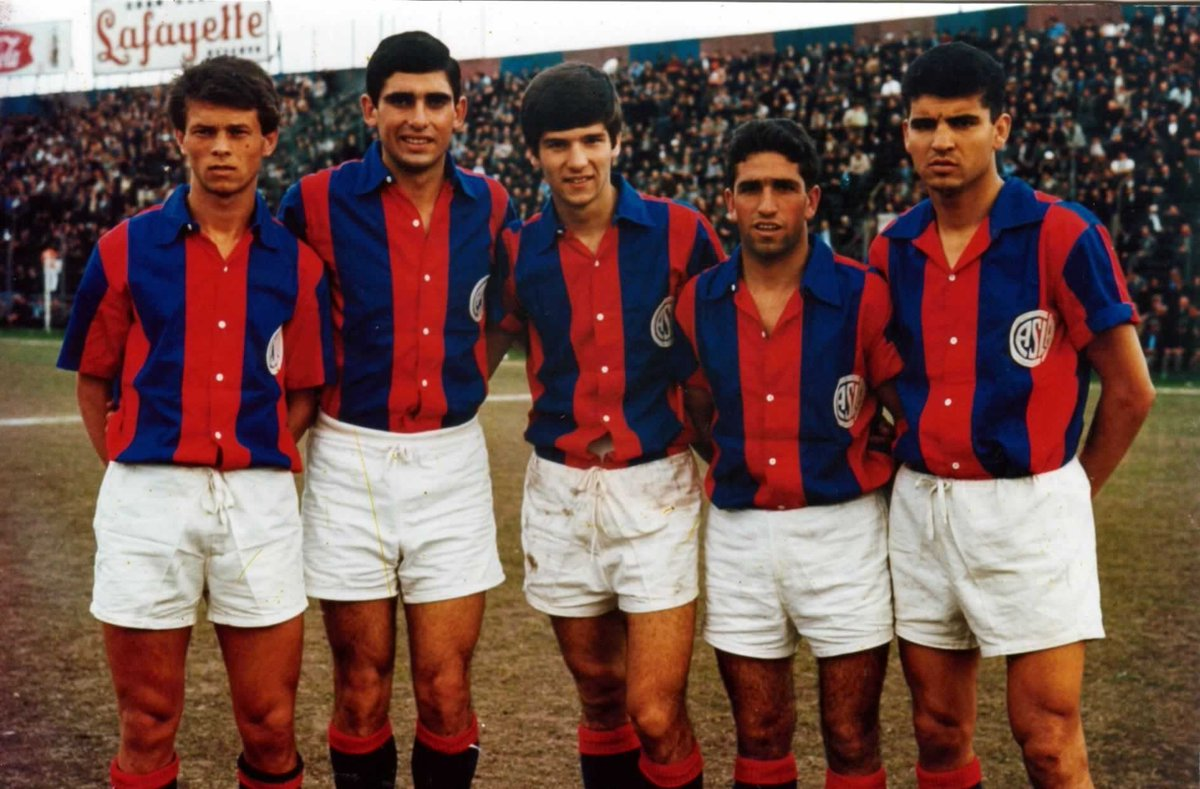
Los Carasucias, a jovem e irreverente linha ofensiva do San Lorenzo na década de 1960: Narciso Doval, Fernando Areán, Veira, Victorio Casa e Roberto Telch.

Ponta-esquerda, Veira começou a carreira no próprio San Lorenzo, debutando em novembro 1963. Naquela década, El Bambino Veira formaria uma célebre linha ofensiva no clube, Los Carasucias ("Os Cara-Sujas"), juntamente com Fernando Nano Areán, Narciso Loco Doval, Victorio Manco Casa e Roberto Oveja Telch, marcados pela juventude e eficiência. Mas a equipe só chegaria ao título em 1968, e em grande estilo: o elenco deixaria de ser Los Carasucias para virar Los Matadores justamente porque fez do CASLA a primeira equipe a sagrar-se campeã argentina de forma invicta.
Veira, porém, ficaria nos azulgranas somente até o ano seguinte. Em 1970, foi jogar justamente no arquirrival sanlorencista, o Huracán - ironicamente, a equipe em que torcia na infância. Chegou a jogar no Globo ao lado de outros ex-jogadores cuervos, Doval e Alberto Rendo. Veira sobressaiu-se como goleador (foram no total 21 gols em 45 partidas na nova equipe) de uma equipe cheia de irregularidade: em 1970, os quemeros tiveram média de dois gols por jogo, o melhor do ano, com El Bambino anotando 11 nas últimas 12 partidas, mas ficaram longe das primeiras posições. Em 1971, deixou Parque Patricios para jogar no México.[carece de fontes?]
Depois de dois anos no futebol mexicano, onde defendeu o pequeno Santos Laguna, regressou em 1973 à Argentina e ao San Lorenzo. No ano anterior, sua ex-equipe havia tornado-se a primeira a faturar em um mesmo ano os dois torneios que desde 1968 dividiam o campeonato argentino, o Nacional e o Metropolitano.[carece de fontes?] Mas, por ironia, Veira acabaria vendo em 1973 a sua outra ex-equipe, o Huracán, sagrar-se campeã e formar uma equipe mais competitiva. Ele voltaria a deixar Boedo ao final daquele ano, tendo totalizado 67 gols em 128 partidas pelo San Lorenzo.
Nos quatro anos seguintes, passou por cinco equipes, cada uma de um país diferente. Primeiramente, ainda na Argentina, atuou no pequeno Banfield. Depois, passou pelo Sevilla, na Espanha, de onde foi para a Guatemala, onde jogou no Comunicaciones. Da América Central, veio para o Brasil. Inicialmente, vinha para jogar no Palmeiras, mas quem o contratou foi o arquirrival Corinthians. Acabou dando vexame: vindo para ajudar na quebra do jejum de títulos que assolava o alvinegro, participou de apenas 20 partidas e, sem se firmar, foi embora do time. Encerrou a carreira em 1977, ainda com 31 anos, no Universidad de Chile.

### Pela seleção
Veira jogou duas vezes pela Argentina, ambas contra a Bolívia. A primeira foi a penúltima partida da Albiceleste nas eliminatórias para a Copa do Mundo de 1966, em um 4 x 1 no Monumental de Núñez, mas acabou não convocado para o mundial da Inglaterra. A segunda foi em 1967, pelo Sul-Americano do ano, em vitória por 1 x 0.[carece de fontes?]

## Como treinador

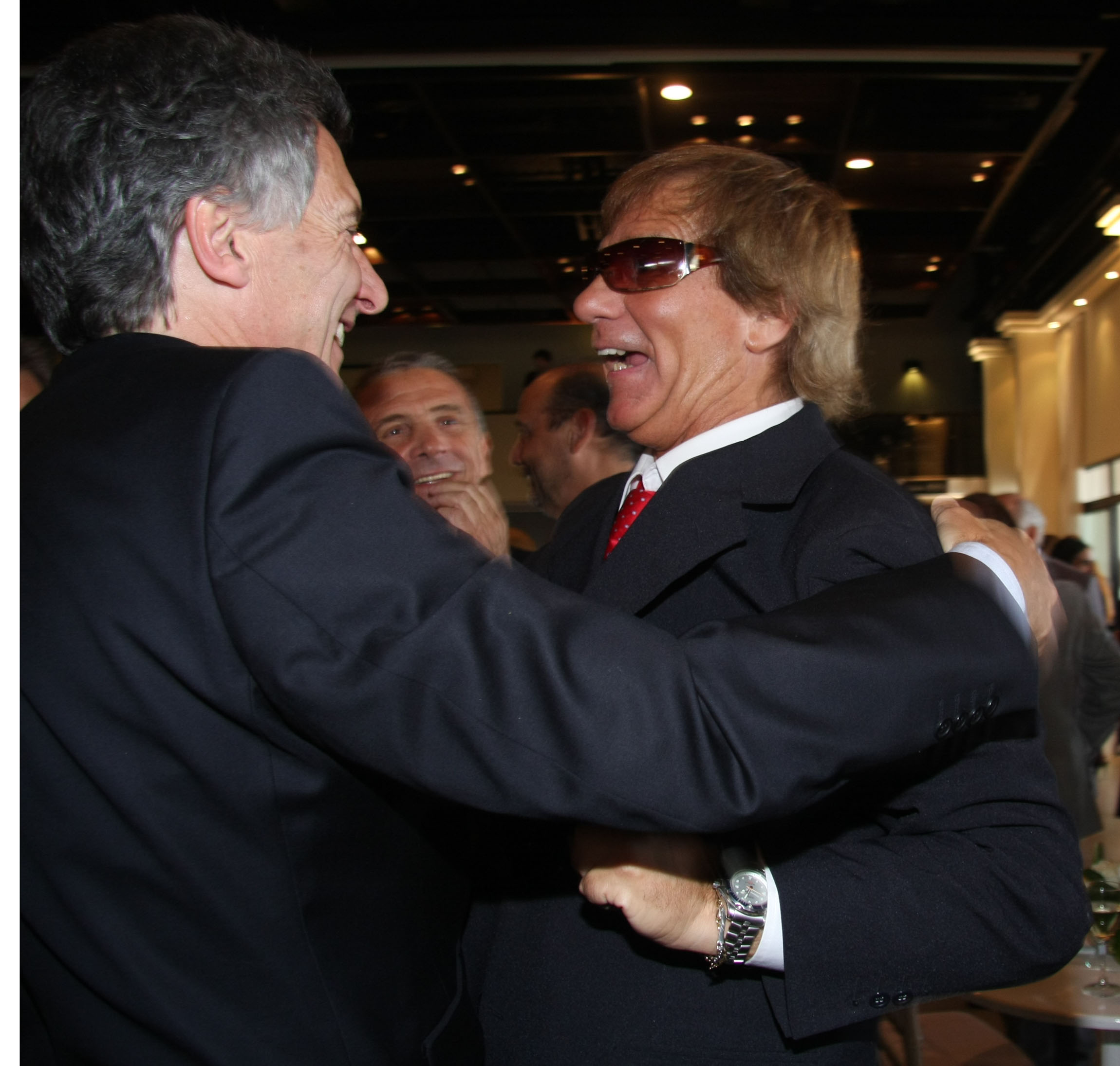
Veira, à direita, com Mauricio Macri, em 2010.

Como técnico, Veira destacou-se especialmente no River Plate, clube em que entrou para a história pelos títulos obtidos 1986: o campeonato argentino e, sobretudo, a primeira Taça Libertadores da América vencida pelos millonarios e a única Copa Intercontinental erguida por eles; e na sua ex-equipe do San Lorenzo, ganhou o título argentino do Clausura 1995,[carece de fontes?] dado como perdido para o surpreendente Gimnasia y Esgrima La Plata (na última rodada, o CASLA precisava vencer fora de casa o Rosario Central e torcer para o Gimnasia perder em La Plata para o Independiente, sem ambições no torneio - resultados que acabaram acontecendo).[carece de fontes?] Veira é o técnico que mais partidas treinou o San Lorenzo, totalizando 385 jogos  em sete passagens diferentes no cargo.
Ele também esteve perto de ser campeão argentino com o Boca Juniors, no Apertura 1997; por um ponto, os xeneizes de Claudio Caniggia e Diego Maradona perderam o título para o arquirrival River Plate, mesmo tendo sofrido apenas uma derrota na campanha (para o Lanús, em plena La Bombonera, justamente na rodada seguinte à vitória boquense sobre o River em pleno Monumental de Núñez - a última partida oficial de Maradona). Se o título tivesse vindo, El Bambino não só igualaria o feito ainda único de Alfredo Di Stéfano como único treinador campeão argentino nos dois rivais do Superclásico, como se tornaria o único treinador campeões nos três grandes times de Buenos Aires.[carece de fontes?]
Veira treinou também Banfield, Vélez Sarsfield, Newell's Old Boys, a Seleção Boliviana e o Cádiz (da Espanha), sem resultados excepcionais.[carece de fontes?]

## Títulos

### Como jogador
San Lorenzo
- Campeonato Argentino: Metropolitano 1968 [4]

### Como treinador
River Plate
- Campeonato Argentino: 1985/86[carece de fontes?]
- Taça Libertadores da América: 1986[carece de fontes?]
- Copa Intercontinental: 1986[carece de fontes?]

San Lorenzo
- Campeonato Argentino: Clausura 1995[carece de fontes?]